# Тиранчик алагоаський
Тира́нчик алагоаський (Phylloscartes ceciliae) — вид горобцеподібних птахів родини тиранових (Tyrannidae). Ендемік Бразилії.

## Опис
Довжина птаха становить 12 см, вага 7,8 г. Верхня частина тіла переважно оливково-зелена. Над очима білі "брови", під очима та на скронях білі плями. Через очі проходять темні смуги. Нижня частина тіла білувата, боки темно-зелені, нижня частина живота блідо-жовтувата. Крила і хвіст темні. На крилах дві жовтуваті смужки.

## Поширення і екологія
Алагоаські тиранчики локально поширені на сході Бразилії, на північному сході штату Алагоас та на сході штату Пернамбуку. Вони живуть в бразильському атлантичному лісі. Зустрічаються на висоті від 160 до 980 м над рівнем моря. Живляться дрібними безхребетними, яких шукають серед рослинності в кронах дерев та в середньому ярусі лісу, на висоті від 6 до 15 м над землею. Сезон розмноження триває з вересня по лютий.

## Збереження
МСОП класифікує цей вид як такий, що перебуває на межі зникнення. За оцінками дослідників, популяція алагоаських тиранчиків становить від 50 до 250 птахів. Їм загрожує знищення природного середовища.